# Cordillera Costanera
Die Cordillera Costanera (spanisch manchmal auch Cordillera Costeña, deutsch „Küstenkordillere“) ist ein Mittelgebirgszug im Westen Ecuadors, direkt an der Pazifikküste. Sie verläuft parallel zur Küste zwischen dem Fluss Río Esmeraldas im Norden und der Stadt Guayaquil im Süden. Sie ist im Durchschnitt 10 Kilometer breit, insgesamt ca. 330 Kilometer lang und an ihrer höchsten Stelle 800 Meter hoch. Sie besteht aus vulkanischem Sedimentgestein und entstand zwischen Ende der Kreidezeit und dem frühen Tertiär.
Die Kordillere beginnt am Flusslauf des Río Esmeraldas und zieht sich als recht breite Gebirgsgruppe (bis zu 30 Kilometer) durch den Küstenbereich der Provinzen Esmeraldas und Manabí. Sie präsentiert sich als eine recht zerklüftete Landschaft von abgerundeten Felswänden, wobei die Erosion unterschiedliche Formen annahm und so einer einheitlichen Form des Mittelgebirges vorbeugte. Der nördliche Teil ist insgesamt feuchter und runder als die südlicheren Berge. Bekannte Teile sind die Hügel von Coaque mit der Reserva Ecológica Jama Coaque im Norden der Provinz Manabí und die 1996 zum Naturschutzgebiet Reserva Ecológica Mache Chindul erklärte Mache-Chindul-Kordillere im Norden Manabís und dem Süden von Esmeraldas.
Die südlichen, trockeneren und schmaleren Abschnitte verengen sich nahe Jipijapa. Früher war der mittlere Gebirgsteil durch feuchte Regenwälder und trockenere Busch- und Strauchlandschaften geprägt, die aber durch Menschenhand vielfach verschwunden sind. Eines der wenigen noch erhaltenen Ökosysteme in diesem Bereich ist der Machalilla-Nationalpark bei Puerto López an der Grenze der Provinzen Manabí und Provinz Santa Elena.
Der Gebirgszug verläuft im äußersten Süden entlang dem Nordostrand der Santa-Elena-Halbinsel (nahe Manglaralto) nach Südosten und bildet dabei abschnittsweise die Grenze zwischen den Provinzen Santa Elena und Guayas. Sie endet schließlich im Ballungsraum Guayaquil. In diesem letzten Bereich ist sie als Chongón-Colonche-Kordillere bekannt. Dieser Teil der Küstenkordillere südwestlich von Guayaquil beinhaltet die höchsten Erhebungen der Kordillere. Der Gebirgszug zieht sich bis in die Innenstadt von Guayaquil hin, wo der Cerro Santa Ana und der Cerro El Carmen ihren Abschluss bilden. Auch der Cerro Las Cabras in Durán gehört geologisch zu den letzten Ausläufern.